# Marcusenius annamariae
Marcusenius annamariae är en fiskart som först beskrevs av Parenzan, 1939.  Marcusenius annamariae ingår i släktet Marcusenius och familjen Mormyridae. Inga underarter finns listade i Catalogue of Life.